# Mariano Pernía
Mariano Andrés Pernia Molina (Buenos Aires, Argentína, 1977. május 4. –) spanyol balhátvéd. Jelenleg az Atlético Madrid és a spanyol labdarúgó-válogatott tagja.

## Fordítás
- Ez a szócikk részben vagy egészben  a   Mariano Pernía című angol Wikipédia-szócikk fordításán alapul.  Az eredeti cikk szerkesztőit annak laptörténete sorolja fel. Ez a jelzés csupán a megfogalmazás eredetét és a szerzői jogokat jelzi, nem szolgál a cikkben szereplő információk forrásmegjelöléseként.